# Cervejaria Feldmann
A Cervejaria Feldmann foi uma cervejaria brasileira estabelecida em Blumenau. É a primeira cervejaria no Brasil a criar receita, produzir e comercializar uma cerveja tipo Bock.

## História
Fundada pelo alemão Heinrich Feldmann em 1898, no bairro da Vila Itoupava, nos primeiros anos produzia de  forma artesanal e em pequena escala. Feldmann, para fabricar a cerveja, utilizou uma receita que tinha trazido da Alemanha. Com o passar dos tempos, a procura dessa cerveja aumentou consideravelmente o que deu origem à necessidade de alterar os métodos de fabrico, pois a quantidade produzida artesanalmente já não era suficiente para satisfazer a procura da parte de  comerciantes e sociedades da região da Vila Itoupava e arredores.  Dentre as marcas fabricadas pela cervejaria Feldmann, as de maior procura foram a Cerveja Victoria e Cerveja Bock.
Com o falecimento de Heinrich Feldmann em 1930 seu filho Heinrich Feldmann Junior ao herdar a cervejaria, alterou o seu nome comercial para Kranapel. Feldmann Junior aos reestruturar a cervejaria introduziu também a produção e comercialização de licores.
Cerca de uma década após o falecimento de Heinrich Feldmann, mais propriamente no ano de 1941, Claus Feldmann adquiriu a fábrica, dando assim continuidade à tradição familiar no ramo cervejeiro. Em expansão, adquiriu as fábricas de cerveja malta e massarandubense. A produção da cervejaria Feldmann, chegou por essa altura a ser de 2500 garrafas semanais.
O fim da Cervejaria Feldmann na verdadeira acepção da palavra cervejaria, deu-se em 1954, altura em que foi produzido o seu último lote de garrafas de cerveja.
Em 1905 os cervejeiros estabelecidos no município, decidem fixar um mesmo preço para a garrafa de cerveja que passa a ser vendida por Rs$ 240 (duzentos e quarenta réis)."
Com a compra da Cervejaria em 1960 por Alfred, filho de Claus, reabriram-se as portas para a produção de licores, refrescos e bitters, deixando de lado a produção de cerveja. Em 1978 encerra as atividades devido ao continuo crescimento da concorrência. 

## Centro Turístico e Cultural da Vila Itoupava
Por muitos anos o prédio da cervejaria com todo a sua maquinaria para a produção de cerveja esteve inativo e abandonado, mas com a iniciativa da Secretaria de Cultura de Blumenau, uma parceria público-privada restaurou, ampliou e revitalizou a edificação, para a criação em 2001 e instalação em 2004 do Centro Turístico e Cultural da Vila Itoupava, proporcionando à comunidade da região uma área de educação cultural, ambiental e patrimonial. O acervo do Centro Turístico e Cultural é constituído por maquinários, material diversificado da antiga cervejaria e também de utensílios que foram doados e que faziam parte da vida quotidiana dos agricultores que viveram e vivem na região de Blumenau.